# Forsby, Lovisa stad
Forsby (finska: Koskenkylä) är en tätort i Lovisa stad (kommun) i landskapet Nyland i Finland. Vid tätortsavgränsningen den 31 december 2021 hade Forsby 1 044 invånare och omfattade en landareal av 4,38 kvadratkilometer.
Regionalväg 170 (Helsingfors–Lovisa) och Regionalväg 167 (Forsby–Lahtis) går genom Forsby.